# Philipp Klement
Philipp Klement (Ludwigshafen am Rhein, 9 settembre 1992) è un calciatore tedesco, centrocampista del Kaiserslautern.

## Descrizione
È un trequartista.

## Carriera
Il 13 settembre 2015 ha debuttato in Bundesliga con la maglia del Magonza, entrando negli ultimi 8 minuti del match perso 2-1 contro lo Schalke 04. Il 16 ottobre seguente gioca i restanti 20 minuti del match perso 2-0 contro il Borussia Dortmund.
Il 23 gennaio 2018 viene ceduto al Paderborn, club militante in 3. Liga. Al termine della prima stagione realizza 2 reti in 16 presenze, ottenendo la promozione in 2.Bundesliga. Con lo stesso club realizza 16 reti nella stagione seguente, riuscendo ad ottenere un’altra promozione, questa volta in massima serie; nonostante ciò, nell’estate 2019 il giocatore viene acquistato per 2.50 milioni di euro dallo Stoccarda, appena retrocesso in 2.Bundesliga.
Il 13 gennaio 2022 fa ritorno al Paderborn con la formula del prestito.